# Пам'ятник Іванові Франку (Липик)
Пам'ятник Іванові Франку — пам'ятник (погруддя) визначному українському письменникові, поету, вченому, мислителю, політику та громадському діячу Іванові Франку в місті Липик, що в Хорватії.

## Розташування

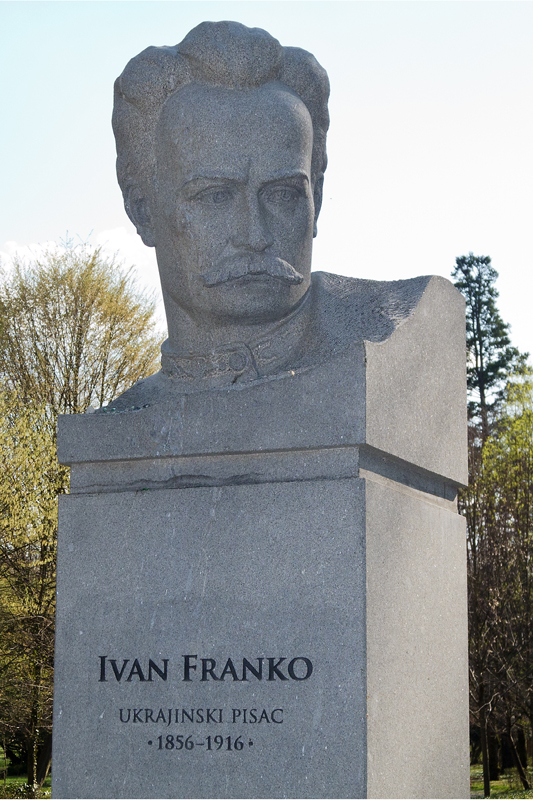

Погруддя Іванові Франку встановлено у місті Липик, відомому бальнеологічному курорті, де з березня до квітня 1908 року перебував на оздоровленні тяжкохворий Іван Франко.

## З історії пам'ятника
У 2007 році посольство України в Хорватії виступило з ініціативою встановлення пам'ятника Івану Франкові в Липику. 
10 березня 2011 року стараннями української громади в Хорватії пам'ятник у Липику було відкрито. Пам'ятник встановлено з нагоди 155-ї річниці народження письменника.
У церемонії відкриття взяли участь Голова Верховної Ради України Володимир Литвин, Голова Сабору Хорватії Лука Бебич та ректор Київського національного університету ім. Т. Шевченка Леонід Губерський. Також на відкритті були присутні голови міст-побратимів Липика та Дрогобича, депутати Дрогобицької міської ради та інші представники українського міста-побратима, представники української громади Хорватії. Міський голова Дрогобича Олексій Радзієвський, який виступив на урочистостях, передав громаді Липика землю з Франкового краю.

## Опис
На погрудді хорватською мовою написано: «Іван Франко, український письменник, 1856—1916».

## Автори
Український скульптор Костянтин Добрянський є автором проєкту та пам'ятника. 